# Tokio Tama Intercity Monorail

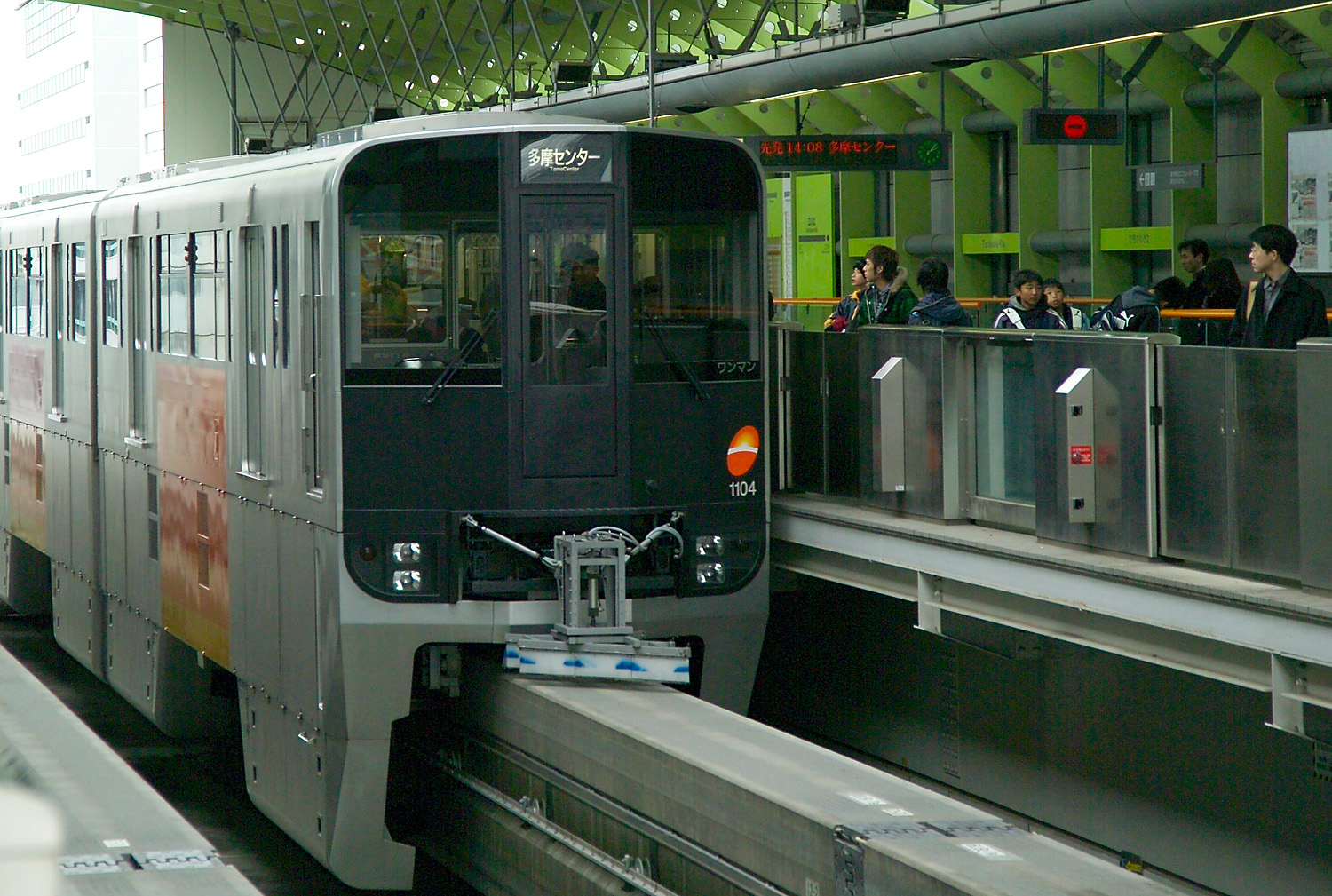
Tokio Tama Monorail-halte

Tokio Tama Intercity Monorail (Jp.: 多摩都市モノレール線, Tamatoshi Monorēru-sen), ook bekend als Tama Monorail, is een monoraillijn van 16 km, die de steden Tama (station Tama Center) en Higashiyamato (station Kamikitadai) met elkaar verbindt. Het is een belangrijk onderdeel van het openbaarvervoernetwerk in de regio Tama, in het westen van de prefectuur Tokio.
De monoraillijn wordt uitgebaat door de Tokyo Tama Intercity Monorail Co., Ltd. Het eerste deel van de lijn werd in 1998 opengesteld. Het verbond het station Kamikitadai met het station Tachikawa-Kita (Tachikawa). Op 10 januari 2000 werd het tweede deel geopend. De lijn werd verder doorgetrokken tot het station Tama-Center.
Tachikawa-Kita (= noord) en Tachikawa-Minami (= zuid ) zijn de belangrijkste stations van het netwerk. Vanuit deze stations heeft men verbindingen met de Chūō-lijn van JR East. Vanuit Tama-Center heeft men aansluiting met de Odakyu- of de Keio-maatschappij.

## Stations
| Station                     | Japans             | km  | Totaal aantal km | Min. | Verbindingen | Stad          |
| --------------------------- | ------------------ | --- | ---------------- | ---- | --- | ------------- |
| Kamikitadai                 | 上北台             |     | 0,0              | 0    | | Higashiyamato |
| Sakura-Kaidō                | 桜街道             | 0,7 | 0,7              | 2    | | Higashiyamato |
| Tamagawa-Jōsui              | 玉川上水           | 0,8 | 1,5              | 4    | Seibu : Haijima-lijn | Higashiyamato |
| Sunagawa-Nanaban            | 砂川七番           | 1,0 | 2,5              | 6    | | Tachikawa     |
| Izumi-Taiikukan             | 泉体育館           | 0,5 | 3,0              | 7    | | Tachikawa     |
| Tachihi                     | 立飛               | 0,6 | 3,6              | 9    | | Tachikawa     |
| Takamatsu                   | 高松               | 0,7 | 4,2              | 10   | | Tachikawa     |
| Tachikawa-Kita              | 立川北             | 1,2 | 5,4              | 13   | JR East: Chūō-lijn, Ōme-lijn en Nambu-lijn (als station Tachikawa)                                                                              | Tachikawa     |
| Tachikawa-Minami            | 立川南             | 0,4 | 5,8              | 14   | JR East: Chūō-lijn, Ōme-lijn en Nambu-lijn (als station Tachikawa)                                                                              | Tachikawa     |
| Shibasaki-Taiikukan         | 柴崎体育館         | 0,7 | 6,5              | 16   | | Tachikawa     |
| Kōshū-Kaidō                 | 甲州街道           | 1,5 | 8,0              | 19   | | Hino          |
| Manganji                    | 万願寺             | 1,3 | 9,3              | 21   | | Hino          |
| Takahata-Fudō               | 高幡不動           | 1,2 | 10,5             | 24   | Keio : Keio-lijn en Dobutsuen-lijn | Hino          |
| Hodokubo                    | 程久保             | 0,8 | 11,3             | 26   | | Hino          |
| Tama-Dōbutsukōen            | 多摩動物公園       | 1,0 | 12,3             | 28   | Keio : Dobutsuen-lijn | Hino          |
| Chūō-Daigaku-Meisei-Daigaku | 中央大学・明星大学 | 1,1 | 13,4             | 30   | | Hachioji      |
| Ōtsuka Teikyo-Daigaku       | 大塚・帝京大学     | 0,9 | 14,3             | 32   | | Hachioji      |
| Matsugaya                   | 松が谷             | 0,8 | 15,1             | 34   | | Hachioji      |
| Tama-Center                 | 多摩センター       | 0,9 | 16,0             | 36   | Keio : Sagamihara-lijn (als station Keio-Tama-Center, 5 minuten te voet) Odakyu : Tama-lijn (als station Odakyu-Tama-Center, 5 minuten te voet) | Tama          |

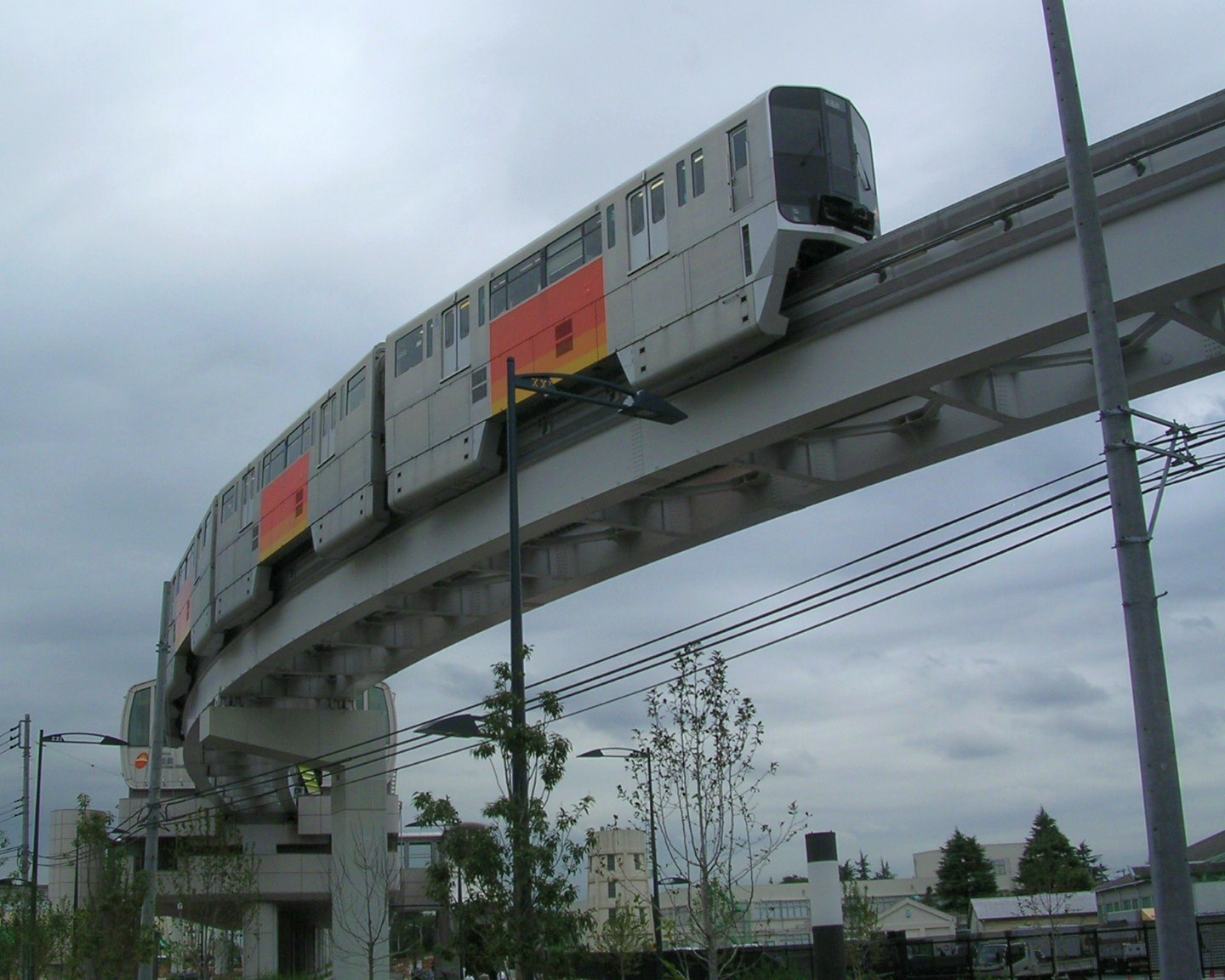
De Tama-monorail nabij het station Takamatsu
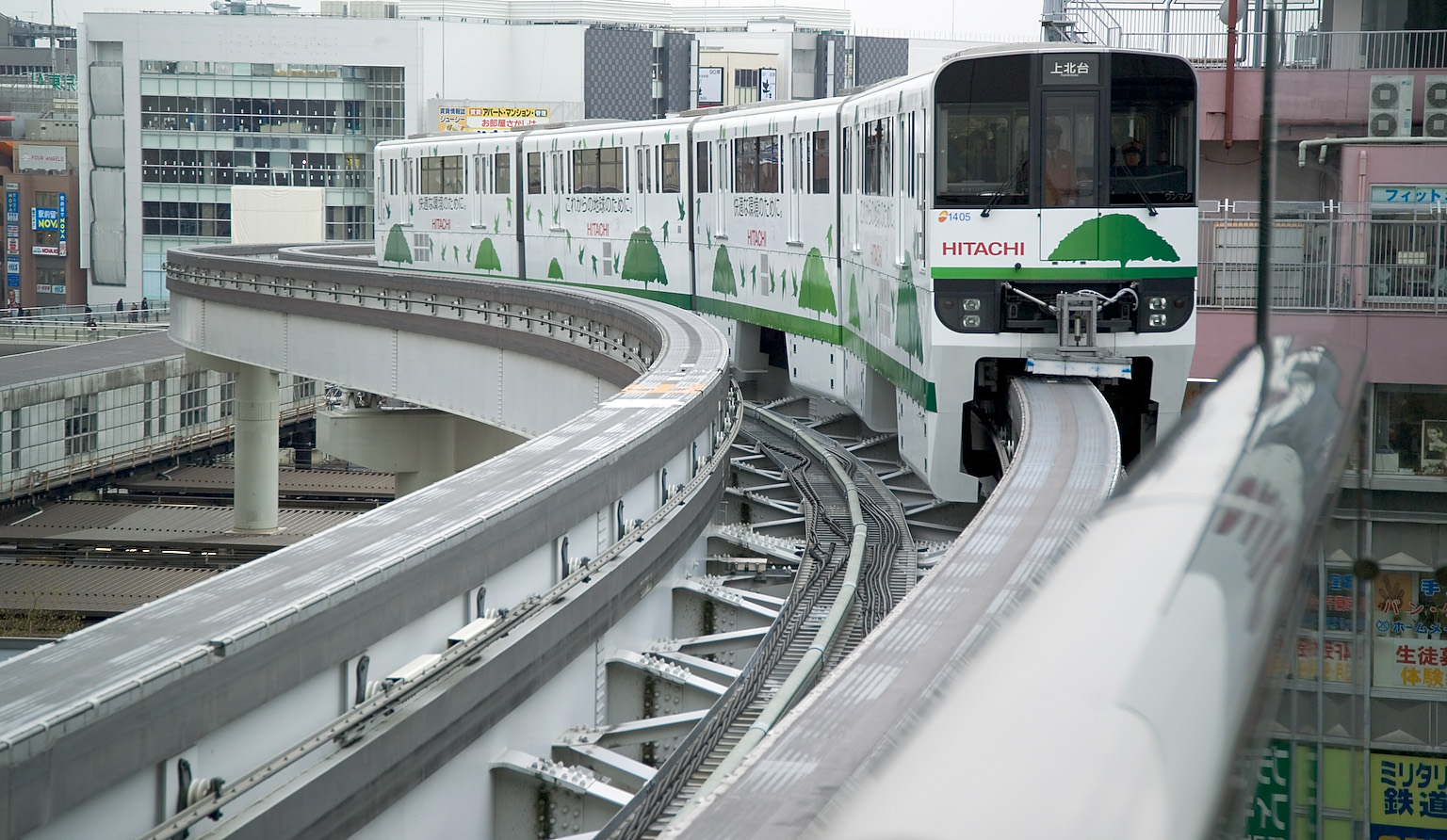
De monorail nabij het station Tachikawa